# Black and White (canção)
"Black and White" é uma canção da cantora australiana Kylie Minogue com participação de Shaggy, gravada para o seu segundo extended play (EP) colaborativo com o produtor Fernando Garibay, Kylie + Garibay.

## Antecedentes e lançamento
Em janeiro de 2015, Minogue apareceu como vocalista convidada no single de Giorgio Moroder, "Right Here, Right Now". O mesmo confirmou o extended play no final de janeiro de 2015, através de uma entrevista com o site americano Idolator, afirmando que "ela está fazendo um outro extended play com o nosso amigo Fernando, que fez a maior parte do "Born This Way", da Lady Gaga". Ele descreveu as músicas como "muito sexy e não comercial". Em março, o contrato de Minogue com sua gravadora Parlophone terminou, deixando seus lançamentos musicais futuros com a Warner Music Group, na Austrália e na Nova Zelândia. Apesar de sair da Parlophone em março de 2015, Kylie + Garibay foi lançado pela mesma em 11 de setembro de 2015, através de Warner Music Group, em lojas digitais e Spotify.

## Desempenho nas tabelas musicais

### Posições
| Tabela musical (2015)                 | Melhor posição |
| ------------------------------------- | -------------- |
| França (SNEP)                         | 140            |
| Escócia (Scottish Singles Chart)      | 72             |
| Espanha (PROMUSICAE)                  | 30             |
| Reino Unido (UK Dance Chart)          | 34             |
| Reino Unido (Singles Downloads Chart) | 66             |